# Salom Mesa
Salom Mesa Espinoza (San José de Guaribe, estado Guárico; 21 de agosto de 1919 – Caracas, 30 de abril de 1991) fue un político y anarquista venezolano.

## Biografía

### Juventud
Salom Mesa nació el 21 de agosto de 1919 en Guarebe, un caserío del estado Guárico. Sus padres fueron Hilario Mesa y Lucrecia Espinoza Guaz. Desde muy joven Mesa se dedicó a actividades agrícolas y del campo. Posteriormente se instala en la ciudad de Caracas trabajando como obrero textil en 1939.

### Vida política
En 1940 se inscribe en el Partido Democrático Nacional, siendo juramentado por Raúl Leoni. Más tarde, continuaría su militancia en Acción Democrática al fundarse este partido en 1941. En esta organización conoció al líder sindical Francisco Olivo, quien lo acercó al sindicalismo y al conocimiento de diversas filosofías políticas. Asimismo, Mesa siempre mantuvo una relación especial con el expresidente venezolano Rómulo Gallegos, quien también fue miembro de Acción Democrática.
Más adelante, desde febrero de 1950 actuó de manera clandestina contra la dictadura de Marcos Pérez Jiménez. En 1951 participó en el rescate de Alberto Carnevali. También en 1951 participó en una insurrección donde cayó preso y sería torturado, sin nunca delatar a sus compañeros. De este modo, estaría en varias cárceles venezolanas hasta el 24 de enero de 1958, posterior a la caída de Pérez Jiménez. Fue diputado por Acción Democrática y secretario general de organización de este partido.
En 1967 funda junto con Luis Beltrán Prieto Figueroa el Movimiento Electoral del Pueblo, partido político que surge a partir de problemas internos en Acción Democrática. Salom Mesa sería electo tres veces consecutivas como diputado al Congreso Nacional por el Distrito Federal en representación del Movimiento Electoral del Pueblo.

Durante su actividad parlamentaria denunció el caso Sierra Nevada, donde estaría implicado el entonces presidente venezolano Carlos Andrés Pérez. También formó parte de la comisión que denunció los asesinatos de Alberto Lovera y Jorge Antonio Rodríguez. En el primer gobierno de Carlos Andrés Pérez, Mesa sería acusado de estar implicado en el secuestro del industrial William Niehous. Se allanaría su inmunidad parlamentaria; al respecto Mesa declararía que:
«…yo estoy preso por voluntad del presidente Carlos Andrés Pérez. Soy víctima de una inmensa cobardía». 
Saldría de la cárcel al ser elegido nuevamente como diputado para un tercer período como candidato del Movimiento Electoral del Pueblo, siendo liberado en 1979.

#### Anarquismo
Posteriormente Salom Mesa llegaría al anarquismo y al socialismo libertario, afirmando en su libro La vida me lo dijo. Elogio de la anarquía lo siguiente:

Para mí la lucha social tiene sentido si ella tiende a la emancipación humana; y cuarenta y cuatro años de militancia partidista, rodeado de gente personalmente buena en su inmensa mayoría, me han convencido de que mediante la acción política no será posible alcanzar esa emancipación; que los hijos del pueblo como yo nada tenemos que hacer en la política ni en funciones gubernamentales; y que nuestra misión es la de luchar por destruir todo el orden social y político imperante, para luego construir un orden justo.

Con fe en el destino de la humanidad, sin resentimientos hacia algún ser, he decidido que los años de vida que me restan estén consagrados a propagar en nuestro país las ideas socialistas libertarias, cuyo progreso, aquí y en todas partes, tal vez ofrezca al hombre la posibilidad de vivir en un estadio digno de su propia grandeza.

### Muerte
Es diagnosticado de un cáncer en etapa muy avanzada en 1983, falleciendo el 30 de abril de 1991 a las 11:05 p. m. en la ciudad de Caracas después de cinco meses de sufrimiento.

## Obras
Entre sus obras destacan:
- El Gallo de Machillanda
- Por un caballo y una mujer
- Tres cuentos tres vidas
- Cartas a Carlos
- La vida me lo dijo. Elogio de la anarquía